# H. Berthold AG
H. Berthold AG was een van de grootste en succesvolste lettergieterijen in de wereld van de moderne typografie.
Het bedrijf werd in 1858 in Berlijn opgericht door Hermann Berthold. Het speelde een sleutelrol bij de introductie van bekende nieuwe lettertypen en was een succesvolle producent van zetmachines. Veel bekendheid verwierf H. Berthold AG door de uitgave van de schreefloze lettertypefamilie Akzidenz Grotesk in 1896. Daarop zijn latere neo-groteske lettertypes gebaseerd zoals Helvetica.
In 1950 trad Günter Gerhard Lange toe na lange betrokkenheid met het bedrijf, en ontwierp hier verschillende lettertypen, zoals Concorde en Imago, en leidde de revivals van enkele klassieke lettertypen, zoals Garamond, Caslon, Baskerville en Bodoni.
Door terugloop van de vraag naar haar producten raakte de onderneming in financiële problemen en moest zij in 1993 faillissement aanvragen. Vanwege de grote schuldenlast werd de onderneming op last van de Berlijnse rechtbank geliquideerd, waardoor er een einde kwam aan de onderneming.